# Pamela Green
Pamela „Pam“ Green (* 28. März 1929 in Kingston upon Thames, Surrey, England; † 7. Mai 2010 auf der Isle of Wight, England) war eine britische Schauspielerin, Tänzerin sowie Fotomodell und Pin-up-Girl.

## Leben
Green wurde in eine freizügige Künstlerfamilie hineingeboren. Ihr Vater war Maler, der weibliche Aktzeichnungen anfertigte. Im Alter von 14 Jahren, nachdem ihre Eltern während des Zweiten Weltkrieges mehrfach umgezogen waren, verließ Green die Schule. 1945 schrieb sie sich an der Gloucester School of Art ein. 1947 wechselte sie auf die St Martin’s School of Art in London. Sie arbeitete als Modell, um ihre Miete und das Schulgeld zu finanzieren. Sie tanzte nebenbei am Prince of Wales Theatre im Londoner West End, meistens leicht bekleidet, teilweise halbnackt, unter anderem in der Revue Latin Quarter und in Norman Wisdoms Revue Paris To Piccadilly, Londons Pendant zu den Pariser Folies Bergère. Am Windmill Theatre trat sie außerdem nackt in erotischen Tableaux vivants auf.
Im Alter von 17 Jahren machte Green ihre ersten fotografischen Aktaufnahmen. Zu Beginn ihrer Karriere arbeitete sie unter anderem mit den Fotografen Bertram Park, Bill Brandt, Zoltán Glass und Angus McBean, der sie in einer Riesenmuschel als Nachahmung von Botticellis Geburt der Venus fotografierte.
1953 lernte Green den Theaterfotografen George Harrison Marks kennen, der ihr künstlerischer Partner und ihr Lebenspartner wurde. Marks verlegte sich auf Anraten Greens auf die Aktfotografie. Gemeinsam produzierten sie erotische Kunstpostkartensets, die sie in verschiedenen Läden in Soho verkauften. Für diese „Glamour Shots“ verwendete Green ihren eigenen Namen immer dann, wenn sie als platinblonde Schönheit auftrat. Unter den Pseudonymen Princess Sonmar ließ sie sich mit dunklen Haaren, als Rita Landré mit scharlachrotem Haar ablichten. Ab 1957 brachten Green und Marks ihre eigene Zeitschrift Kamera heraus. In der Folgezeit, aufgrund des großen Erfolgs von Kamera, drehte Green unter der Regie von Marks mehrere 8-mm-Filme in Schwarzweiß, die für diskrete Privatvorführungen gedacht waren.
1959 engagierte sie der Regisseur Michael Powell, der ihre Fotos als Rita Landré in Kamera gesehen hatte, für seinen Kinofilm Augen der Angst (Peeping Tom). Sie spielte die Rolle der Milly, eines der Opfer des psychopathischen Fotografen, der von Karlheinz Böhm dargestellt wurde. Green trat in einem kurzen Negligé auf und zog sich bis auf einen knappen G-String aus. Sie hatte auch eine kurze weitere Nacktszene, die jedoch aus Gründen der Zensur herausgeschnitten wurde. Green war somit die erste Schauspielerin in Großbritannien, die in einem Kinofilm nackt zu sehen war. 1961 spielte sie in Naked as Nature Intended, einem frühen britischen Sexploitationsfilm, der die Zensur teilweise geschickt dadurch umging, dass man ihn als Nudistenfilm ausgab. 1964 war Green im Rahmen der Fernsehserie This Week mit einer Striptease-Szene aus dem Kurzfilm The Window Dresser zu sehen, was ebenfalls für großes Aufsehen sorgte. Green war somit auch im britischen Fernsehen die erste Frau, die, abgesehen von ethnologischen Dokumentarfilmen, nackt zu sehen war.
Green arbeitete noch bis 1979 als Nacktmodell. 1998 veröffentlichte Green unter dem Titel Never Knowingly Overdressed einen VHS-Videofilm, der ihre Karriere dokumentierte. In diesem Film sind Ausschnitte aus den 8-mm-Filmen, Postkartenmotive und Filmszenen zu sehen.

## Privates
Green heiratete 1951 den Bühnenarbeiter Guy Hillier. Die Ehe dauerte nur einen Monat. Von 1953 bis 1961 lebte sie mit George Harrison Marks zusammen. Mit ihrem dritten Lebenspartner, dem Standfotografen Douglas Webb, lebte Green ab 1986 in einer Villa im viktorianischen Stil auf der Isle of Wight. 1993 zog das Paar nach Yarmouth, wo Green Mitglied des Yarmouth Women’s Institute war. Webb starb im Dezember 1996.
Green starb im Mai 2010 an Leukämie.

## Filmografie (Auswahl)
- 1960: Augen der Angst (Peeping Tom)
- 1961: Naked – As Nature Intended
- 1961: Der Tag, an dem die Erde Feuer fing (The Day the Earth Caught Fire)
- 1963: The Chimney Sweeps
- 1964: This Week (Fernsehserie)
- 1975: Die Legende vom Werwolf (Legend of the Werewolf)
- 1994: Die Insel der Riesen-Dinosaurier (Dinosaur Island)
- 1998: Never Knowingly Overdressed (Dokumentarfilm)